# О Кван Су
О Кван Су (кор. 오광수; род. 30 октября 1965, Кохын) — корейский боксёр, представитель минимальной и первой наилегчайшей весовых категорий. Выступал за сборную Южной Кореи по боксу во второй половине 1980-х годов, бронзовый призёр чемпионата мира, обладатель Кубка мира, победитель Азиатских игр, участник летних Олимпийских игр в Сеуле. В период 1990—1993 годов боксировал также на профессиональном уровне, был претендентом на титул чемпиона мира WBC.

## Биография
О Кван Су родился 30 октября 1965 года в уезде Кохын провинции Чолла-Намдо, Южная Корея.

### Любительская карьера
Первого серьёзного успеха на взрослом международном уровне добился в сезоне 1985 года, когда вошёл в основной состав южнокорейской национальной сборной и выступил на Кубке мира в Сеуле, где одолел всех оппонентов в первой наилегчайшей весовой категории и завоевал золотую медаль. Принял участие в матчевой встрече со сборной США в Лас-Вегасе, выиграв по очкам у американца Брайана Лонона.
В 1986 году стал бронзовым призёром чемпионата мира в Рино, проиграв на стадии полуфиналов пуэрториканцу Луису Ролону, и одержал победу на домашних Азиатских играх в Сеуле.
Благодаря череде удачных выступлений удостоился права защищать честь страны на летних Олимпийских играх 1988 года в Сеуле — в первом же поединке категории до 48 кг со счётом 2:3 потерпел поражение от американца Майкла Карбахаля и сразу же выбыл из борьбы за медали.

### Профессиональная карьера
Вскоре по окончании сеульской Олимпиады О Кван Су покинул расположение корейской сборной и в феврале 1990 года успешно дебютировал на профессиональном уровне. Выступал исключительно на территории Южной Кореи, одержав в течение двух с половиной лет шесть побед, не потерпев при этом ни одного поражения.
В 1993 году удостоился права оспорить титул чемпиона мира в минимальном весе по версии Всемирного боксёрского совета (WBC) и встретился с действующим чемпионом, непобеждённым мексиканцем Рикардо Лопесом (32-0). У корейского боксёра возникли серьёзные проблемы с весогонкой, он с большим трудом уложился в лимит минимального веса и в итоге проиграл техническим нокаутом в девятом раунде. На этом поражении О принял решение завершить карьеру профессионального боксёра.